# Bozsor
Bozsor, 1911-ig Bozsur (románul: Traian Vuia, 1964-ig Bujor) falu Romániában, Temes megyében.

## Fekvése
Lugostól 16 km-re északkeletre fekszik.

## Nevének eredete
Nevét patakjának korábbi nevéről kapta (ma egyszerűen Râu-nak, 'patak'-nak nevezik). A név a 'bazsarózsa' jelentésű román bujor szóból ered. 1364-ben Bozsorfö, 1371-ben Kysbosarfew, 1427-ben Bosar, 1446-ban Bosor, 1554-ben varoš-i Božor, 1607-ben Busor, 1808-ban Bozsur néven írták. Mai hivatalos nevét a szomszédos Kisszurdokon 1872-ben született Traian Vuia feltalálóról kapta.

## Története
1446-tól és a török hódoltság idején mezővárosként szerepelt. Ugyanakkor említették kenézeit is. Uradalmához 1510-ben 24, 1514–16-ban húsz falu tartozott. 1717-ben 35 házból állt. 1823-ban költöztették mai helyére. 1830 körül az Erdélybe vezető postaút egyik állomása, román falu volt, és a Malenicza család birtokolta. A középkor végén Temes, a 18–20. században Krassó, majd Krassó-Szörény vármegye része volt.
1910-ben 659 lakosából 630 volt román, 20 magyar és 9 német anyanyelvű; 629 ortodox, 18 római katolikus, 5 református és 4 zsidó vallású.
2002-ben 485 lakosából 470 volt román, 8 cigány és 6 ukrán nemzetiségű; 370 ortodox, 82 pünkösdista és 28 baptista felekezetű.

## Nevezetességek
- Traian Vuia szobra, 1962-ből. A romániai műemlékek jegyzékében a TM-III-m-B-06326 sorszámon szerepel.[2]
- Traian Vuia-emlékkiállítás.